# Катар (роман)
«Катар» (у виданні 1990 року назва перекладена як «Нежить») — фантастичний детективний роман Станіслава Лема. Вперше вийшов друком у 1976 році.
Жанр роману можна визначити як детектив, але автор використав багато елементів, невластивих класичному детективу. Слідкуючи за розвитком дії роману, читач не лише розмірковує над вирішенням загадки і сам намагається розкрити причини ланцюжка подій, але й стоїть перед головним запитанням: чи могли всі ці загадкові події статися внаслідок цілковитої випадковості. З таким підходом, який рідко коли виникає у цьому жанрі, під підозру потрапляють також і закони природи, такі як імовірність чи теорія хаосу, що впроваджує в канву роману елементи наукової фантастики, попри те що дія відбувається в теперішньому часі.

## Сюжет
Детективне агентство наймає колишнього астронавта для допомоги у слідстві щодо серії таємничих смертей. Кілька жертв збожеволіли і покінчили з собою під час відпочинку в Неаполі без жодної очевидної причини. Зваживши на певні дрібні збіги, найімовірнішою видається теорія серійного вбивства через отруєння, однак загадковим залишається зв'язок між окремими жертвами, та чи й був він узагалі.
В ході слідства виявляється, що деякі цілком безпечні самі по собі хімічні сполуки, при їхньому поєднанні, утворюють сильний депресант. Головний герой також зазнає впливу цього засобу, однак його підготовка дозволяє йому подолати згубне запаморочення і розв'язати загадку. Врешті решт він виявляє походження отрути і з'ясовує як ланцюжок поєднання речовин призвів до фатальної загибелі кожної жертви.

## Публікація
Роман вперше вийшов польською мовою у Літературному видавництві пол. Wydawnictwo Literackie в Кракові.
Український переклад Івана Сварника побачив світ у видавництві «Каменяр» у 1982 році з ілюстраціями В. К. Пінігіна. Перевиданий у 1990 у видавництві «Дніпро» у збірнику під загальною назвою «Кіберіада».